# Makali, Channapatna
Makali là một làng thuộc tehsil Channapatna, huyện Ramanagara, bang Karnataka, Ấn Độ.